# 田中涼星
田中 涼星（たなか りょうせい、1994年12月24日 - ）は、日本の俳優、モデル。新潟県出身。Pasture所属。

## 略歴
- 2014年、舞台『K』にアンサンブルとして出演。
- 2021年、BARREL Produce Vol.2『99（ナインティナイン）』で初の主演を務める[2] 。
- 2022年3月18日、同年2月28日をもってインゴットエンタテイメントを退所したことを発表した[3]。以後、フリーランスとして活動。
- 2022年9月8日、同日付でPastureに所属したことを発表した[4]。

## 人物
- 左利きである[5]。
- 1日で1瓶食べられるほど梅干しが好き[注釈 1]。
- 駄菓子が好き（梅味のものは特に）。
- 特技はエレキギター、水泳、テニス、スケートボード、スノーボード[1]。趣味は簡単時短料理、映画鑑賞、韓流ドラマ鑑賞[1]。
- 公式プロフィールでは身長186cmとなっているが、自身のイベントで本当は188cmであることを明かした。
- 股下97cm。
- お笑いが好き[10]。
- 得意なモノマネは田原俊彦[注釈 2]。
- トマトを克服したい[12]。プチトマトやデカめのトマトは無理。トマトジュースも嫌い。
- 前まで使っていた香水はマルジェラのコーヒーブレイク。
- 昔芋けんぴが好きだった。
- 弟は同事務所の田中朝陽。

## 出演作品

### 映画
- L・DK（2014年） - 生徒 役
- BLOOD-CLUB DOLLS 1（2018年10月13日公開） - 黒田 役[13]
  - BLOOD-CLUB DOLLS 2（2020年7月11日公開） - 黒田 役

### 舞台
- 舞台『K』（2014年8月6日 - 10日、六本木ブルーシアター） - アンサンブル[14]
- ミュージカル『テニスの王子様』3rdシーズン（2015年 - 2016年） - 乾貞治 役[15]
  - 青学vs不動峰（2015年2月13日 - 5月17日、TOKYO DOME CITY HALL 他）[16]
  - TEAM Live SEIGAKU（2015年6月10日 - 14日 / 6月27日 - 28日、AiiA 2.5 Theater Tokyo 他）[17]
  - 青学vs聖ルドルフ（2015年9月5日 - 11月3日、TOKYO DOME CITY HALL 他）[18]
  - 青学vs山吹（2015年12月24日 - 2016年2月21日、TOKYO DOME CITY HALL 他）[19]
  - Dream Live 2016（2016年5月13日 - 15日、オリックス劇場 / 5月20日 - 22日、パシフィコ横浜 国立大ホール）[20]
  - 青学vs氷帝（2016年7月14日 - 9月25日、TOKYO DOME CITY HALL 他）[21]
- ミュージカル『青春-AOHARU-鉄道』
  - ミュージカル『青春-AOHARU-鉄道』2 〜信越地方よりアイをこめて〜 （2016年11月9日 - 13日、AiiA 2.5 Theater Tokyo / 11月18日 - 20日、新神戸オリエンタル劇場） - 上越新幹線 役[22]
  - ミュージカル『青春-AOHARU-鉄道』3 〜延伸するは我にあり〜 （2018年5月4日 - 13日、品川プリンスホテル クラブeX / 5月18日 - 19日、新神戸オリエンタル劇場 / 5月25日 - 26日、長岡リリックホール シアター） - 上越新幹線 役[23]
  - ミュージカル『青春-AOHARU-鉄道』4 〜九州遠征異常あり〜 （2021年2月14日 - 28日、天王洲 銀河劇場） - 上越新幹線・都営大江戸線 役[24]
  - ミュージカル『青春-AOHARU-鉄道』〜誰が為にのぞみは走る〜（2022年8月18日 - 28日、品川プリンスホテル ステラボール） - 上越新幹線 役[25][26]
  - ミュージカル『青春-AOHARU-鉄道』5〜鉄路にラブソングを〜（2023年6月15日 - 25日、天王洲 銀河劇場 / 6月30日 - 7月2日、AiiA 2.5 Theater Kobe） - 上越新幹線 役[27]
  - ミュージカル『青春-AOHARU-鉄道』コンサート Rails Live 2025（2025年11月22日 - 24日〈予定〉、TACHIKAWA STAGE GARDEN） - 上越新幹線 役[28]
- ミュージカル『Dance with Devils』 - ジェキ 役
  - Dance with Devils〜D.C.〜（2016年12月21日 - 27日、AiiA 2.5 Theater Tokyo）[29]
  - Dance with Devils〜Fermata〜（2018年3月15日 - 25日、AiiA 2.5 Theater Tokyo）[30]
- 孤島の鬼 - 咲きにほふ花は炎のやうに - （2017年2月3日 - 12日、赤坂RED/THEATER） - 諸戸道雄 役[31]
- TEEN×TEEN THEATER『初恋モンスター』（2017年3月3日 - 12日、品川プリンスホテル クラブeX） - 長澤嵐 役[32]
- Live Musical『SHOW BY ROCK!!』 - オリオン 役
  - 〜THE FES II-Thousand XVII〜（2017年5月11日 - 13日、品川プリンスホテル ステラボール）[33]
  - - 深淵のCrossAmbivalence - （2017年10月19日 - 29日、AiiA 2.5 Theater Tokyo）[34][35]
  - 〜THE FES 2018〜（2018年6月26日 - 27日、Zepp DiverCity）[36][37]
  - - 狂騒のBloodyLabyrinth - （2018年8月30日 - 9月9日、天王洲 銀河劇場 / 9月14日 - 17日、梅田芸術劇場 シアター・ドラマシティ）[36][38]
- 心霊探偵八雲 裁きの塔（2017年5月31日 - 6月18日、品川プリンスホテル クラブeX 他） - 瀬尾稔 役[39]
- 幽劇（2017年8月17日 - 23日、日本青年館 / 9月1日 - 3日、虹橋芸術中心） - メツ 役[40][41]
- ゆく年く・る年冬の陣 師走明治座時代劇祭（2017年12月28日 - 31日、明治座 / 2018年1月13日、梅田芸術劇場 メインホール） - 第1部：海野六郎 / 第2部：ウォーター 役[42][43]
- 新・幕末純情伝 FAKE NEWS（2018年7月7日 - 30日、紀伊國屋ホール） - 桂小五郎 役[44]
- SOLID STARプロデュースvol.16「熱血硬派くにおくん 乱闘演舞編」（2018年11月21日 - 25日、全労済ホール / スペース・ゼロ） - こうじ 役[45]
- 歳が暮れ・るYO 明治座大合戦祭（2018年12月28日 - 31日、明治座 / 2019年1月19日、梅田芸術劇場） - 武田信廉 役[46][47]
- MANKAI STAGE『A3!』- 有栖川誉 役[48]
  - 〜AUTUMN & WINTER 2019〜（2019年1月31日 - 3月24日、日本青年館ホール 他）[49]
  - 〜WINTER 2020〜（2020年4月24日 - 6月14日、天王洲 銀河劇場 他）※公演中止[50]
  - 〜WINTER 2020.08〜（2020年8月16日 - 22日、天王洲 銀河劇場）[51]
  - 〜Four Seasons LIVE 2020〜（2020年9月17日 - 20日、東京ガーデンシアター）[52]
  - 〜WINTER 2021〜（2021年5月20日 - 6月13日、TACHIKAWA STAGE GARDEN 他）[53]
  - Troupe LIVE〜WINTER 2022〜（2022年2月23日 - 26日、TACHIKAWA STAGE GARDEN）[54]
  - ACT2! 〜SPRING 2022〜（2022年4月22日 - 5月30日、東京国際フォーラム ホールC 他）[55]
  - ACT2! 〜WINTER 2023〜（2023年1月21日 - 2月26日、TACHIKAWA STAGE GARDEN 他）[56]
  - ACT2! 〜WINTER 2024〜（2024年4月9日 - 5月12日、TOKYO DOME CITY HALL 他）[57]
  - 〜Four Seasons LIVE 2024〜（2024年10月31日 - 11月4日、東京ガーデンシアター）[58]
  - ACT3! 2025（2025年3月22日 - 5月10日、KAAT神奈川芸術劇場 ホール）[59]

- 舞台『黒子のバスケ』 ULTIMATE-BLAZE（2019年4月30日 - 5月19日、日本青年館ホール 他） - 実渕玲央 役[60]
- ミュージカル『刀剣乱舞』 - 御手杵 役[61]
  - 〜葵咲本紀（きしょうほんぎ）〜（2019年8月3日 - 10月27日、天王洲 銀河劇場 他）[62]
  - 歌合 乱舞狂乱 2019（2019年11月24日 - 2020年1月23日、長野 / 宮城 / 北海道 / 福岡 / 広島 / 埼玉 / 愛知 / 大阪 / 東京）[63]
  - 五周年記念 壽 乱舞音曲祭（ことぶき らんぶおんぎょくさい）（2021年1月9日 - 23日、東京ガーデンシアター）[64]
  - ㊇ 乱舞野外祭（すえひろがり らんぶやがいまつり）（2023年9月17日 - 24日、富士急ハイランド・コニファーフォレスト）[65]
  - 目出度歌誉花舞 十周年祝賀祭（2025年7月29日・30日、東京ドーム）[66]
- Oh My Diner - イーサン 役 
  - Oh My Diner（2020年11月7日 - 15日、品川プリンスホテル ステラボール）[67]
  - Oh My Diner 〜踊るぶんぶん狂想曲〜（2022年7月31日、品川プリンスホテル ステラボール）[68]
- 結婚しないの！？小山内三兄弟（2021年3月3日・4日、草月ホール） - 日替わりゲスト[69]
- 狂言男師〜春の章『鴈礫（がんつぶて）・棒縛（ぼうしばり）』〜（2021年3月6日、梅若能楽学院会館）[70]
- BARREL Produce Vol.2『99（ナインティナイン）』（2021年4月7日 - 18日、博品館劇場） - 神木坂つばさ 役[71][72]
- 舞台『モブサイコ100』〜激突！爪第7支部〜（2021年8月6日 - 15日、ヒューリックホール東京） - 誇山恵 / 嶽内 役[73]
- 舞台『あいつが上手で下手が僕で』（2021年12月9日 - 17日、かつしかシンフォニーヒルズ モーツァルトホール / 12月23日 - 26日、東大阪市文化創造館） - 犬飼佑 役[74][75]
  - 舞台『あいつが上手で下手が僕で』-人生芸夢篇-（2024年11月15日 - 22日、日本青年館ホール / 11月28日 - 12月1日、森ノ宮ピロティホール）[76]
- 舞台『炎炎ノ消防隊』-破壊ノ華、創造ノ音-（2022年1月18日 - 23日、 KT Zepp Yokohama） - ヴィクトル・リヒト 役[77]
- 舞台『青の炎』（2022年10月28日 - 11月6日、こくみん共済 coop ホール / スペース・ゼロ） - 石岡拓也 役[78]
- 殺陣まつり〜和風三国志〜（2022年12月15日 - 18日、明治座） - 張飛 役[79][80]
- 舞台『カリスマ de ステージ』 - 天堂天彦 役[81][82]
  - 『カリスマ de ステージ』〜ようこそ!カリスマハウスへ〜（2023年3月30日 - 4月9日、Mixalive TOKYO Theater Mixa）[83]
  - 『カリスマ de ステージ』〜おかえり！カリスマハウス〜（2024年6月28日 - 7月7日、品川プリンスホテル ステラボール）[84]
  - 『カリスマ de ステージ』〜集まれ!カリスマ文化祭!〜（2024年11月9日 - 13日、IMM THEATER）[85]
  - 『カリスマ de ステージ』〜帰ろう！カリスマハウス〜（2025年8月29日 - 9月9日〈予定〉、品川プリンスホテル ステラボール）[86]
- Clubキャッテリア（2023年5月12日 - 21日、品川プリンスホテル ステラボール）[87]
- リーディングシアター『アドレナリンの夜』（2023年9月30日、東京建物 Brillia HALL）[88]
- 舞台『ナナシ-第七特別死因処理課-』（2023年10月27日 - 11月5日、天王洲 銀河劇場） - デンデン 役[89]
- 神戸セーラーボーイズ 定期公演 vol.1『ロミオとジュリアス』『Water me! 〜我らが水を求めて〜』（2023年11月24日、AiiA 2.5 Theater Kobe）[90]
- 舞台『東京リベンジャーズ』- 柴八戒 役
  - 舞台『東京リベンジャーズ』- 聖夜決戦編 -（2023年12月22日 - 25日、東大阪市文化創造館 Dream House 大ホール / 2023年12月29 -2024年1月8日、品川プリンスホテル ステラボール）[91]
  - 舞台『東京リベンジャーズ』- 天竺編 -（2024年8月29日 - 31日、森ノ宮ピロティホール / 9月4日 - 16日、IMM THEATER）[92]
- 特殊ミステリー歌劇『心霊探偵八雲』-呪いの解法-（2024年2月21日 - 3月3日、品川プリンスホテル クラブeX） - 前山田一歩 役[93]
- Homecoming Party『START』（2024年3月23日、品川プリンスホテル クラブeX）[94]
- Stray City シリーズ『Club ドーシャ』（2024年8月1日 - 12日、IMM THEATER / 8月15日 - 18日、サンケイホールブリーゼ） - シャム 役（廣野凌大とW主演）[95]
- 舞台『ハンドレッドノート〜暗闇に消えた月〜』（2024年10月4日、品川プリンスホテル クラブeX） - 日替わりゲスト[96]
- 演劇ドラフトグランプリ THE FINAL（2024年12月10日、日本武道館）[97]
- 舞台『花郎〜ファラン〜』（2025年1月8日 - 13日、THEATER MILANO-Za / 1月17日 - 19日、梅田芸術劇場 シアター・ドラマシティ） - パンリュ 役[98]
- 田中涼星 10th anniversary ひとり芝居『Be with you』（2025年1月8日 - 13日、Mixalive TOKYO Theater Mixa） - 主演[99]
- ミュージカル『フラガリアメモリーズ』 - クラークステラ 役
  - ミュージカル『フラガリアメモリーズ』〜純真の結い目〜（2025年5月23日 - 6月1日、シアターH / 6月6日 - 8日、AiiA 2.5 Theater Kobe）[100]
  - ミュージカル『フラガリアメモリーズ』〜Promise of Love〜（2025年11月21日 - 30日〈予定〉、シアターH / 12月5日 - 7日〈予定〉、AiiA 2.5 Theater KobeAiiA 2.5 Theater Kobe）[101]
- Fantasy Musical『バースデー』（2025年6月20日 - 29日、品川プリンスホテル ステラボール）[102]
- 舞台『忘却バッテリー』（2025年10月10日 - 19日〈予定〉、天王洲 銀河劇場 / 10月25日・26日〈予定〉、COOL JAPAN PARK OSAKA WWホール） - 清峰葉流火 役[103][104]

### イベント
- 田中涼星 Fan Meeting 2021-夏（2021年7月10日・11日、全電通労働会館）[105]

#### バースデーイベント
- 1st.Birthday Event+A Happy New Year（2017年1月21日、全電通労働会館）[106]
- 田中涼星 2nd Birthday Event 2018 〜涼星祭〜（2018年1月27日、発明会館）[107]
- 田中涼星 Birthday Event 3rd 〜涼★星誕祭〜 （2018年12月8日、全電通労働会館）[108]
- 田中涼星 Birthday Event 4th 〜涼⭐︎星誕祭2020〜（2020年2月8日、全電通労働会館 / 2020年3月1日、ドイツ文化会館OAGホール）[109][110]

#### その他出演イベント
- ミュージカル・テニスの王子様3rdシーズン DVD&Blu-ray購入特典イベント
  - 「青学vs不動峰」購入特典 全国5都市縦断イベント（2015年10月12日、大阪）
  - 「青学vs聖ルドルフ」購入特典 全国5都市縦断イベント（2016年4月9日、大阪 / 名古屋）
  - 「青学vs山吹」購入特典 全国5都市縦断イベント（2016年8月7日、仙台）
  - 「青学vs氷帝」購入特典 東京・大阪イベント（2017年2月19日、大阪 / 2月25日、東京）
- TEAM Live SEIGAKU / FUDOMINE DVD&Blu-ray発売記念ハイタッチ会（2016年1月11日）
- テニミュ サポーターズクラブ プレミアム パーティー vol.10（2016年10月3日 - 6日、東京/大阪）
- ミュージカル「Dance with Devils〜D.C.（ダ・カーポ）〜」「アクマだったらあたりまえ!?嘘だらけのトーク＆ハイタッチ会」（2017年4月1日、四街道市文化センター 大ホール）
- ミュージカル『青春-AOHARU-鉄道』2 〜信越地方よりアイをこめて〜 Blu-ray/DVD発売記念イベント（2017年5月20日、東京）
- 舞台版『心霊探偵八雲』〜最終章特別企画〜 ファン感謝イベント「ラスト八雲」 IN 大阪（2017年6月15日、大阪ビジネスパーク円形ホール）
- 2017 SUMMER THANKS EVENT 〜なつ！夏！NATSU！〜（2017年7月16日、発明会館）
- TEEN×TEEN THEATER「初恋モンスター」DVD発売記念イベント（2017年7月22日、全電通労働会館 多目的ホール）
- ACTORS☆LEAGUE
  - 2021（2021年7月20日、東京ドーム）[111]
  - in Baseball 2023（2023年7月3日、東京ドーム）[112]
  - in Games 2025（2025年6月10日、東京ガーデンシアター）[113]
  - in Dance 2025（2025年8月26日〈予定〉、国立代々木競技場 第一体育館）[114]
  - in Futsal 2025（2025年10月7日〈予定〉、東京体育館 メインアリーナ）[115]
- 『〜企画プレゼンバラエティ〜これ採用っスカ？』誰ですか？日曜日に大事なプレゼン会議を入れたのは！フェスと称した株主総会（2025年9月28日〈予定〉、東京ガーデンシアター）[116]

### テレビ

#### テレビ番組
- ジェネレーション天国（2013年、CX）
- めざましテレビ「ど〜YOU KNOW」（2015年2月、CX）
- ジャパコン★ワンダーランド（2015年5月、BSフジ）
- おはよう朝日です（2015年5月、ABC）
- グッド！モーニング（2015年6月、EX）
- 一夜づけ（2015年9月、TX）[117]
- ミュージカル『テニスの王子様』コンサート Dream Live 2011（2015年12月、WOWOW） - 副音声解説[118]
- スマイルスタジアムNST（NST新潟総合テレビ）[注釈 3]
- Dreaming 今夢に向かって（2021年1月1日、NST新潟総合テレビ）[126]
- ろくにんよれば町内会（2022年4月27日 - 2023年3月15日、NTV） - レギュラー出演[127]
- 趣味どきっ! 体ととのう おうち薬膳 （2023年8月30日・9月6日、NHK Eテレ）[128] [129]
- 〜企画プレゼンバラエティ〜これ採用っスカ?（2025年5月1日 - 21日、TBS）[130]

#### テレビドラマ
- 山田くんと7人の魔女（2013年、CX） - 生徒 役
- ただいま！小山内三兄弟（2020年10月、日本テレビ） - 猪俣 役[131]
- あいつが上手で下手が僕で（2021年、日本テレビ・読売テレビ） - 犬飼佑 役[132]
  - あいつが上手で下手が僕で シーズン2（2023年、日本テレビ・読売テレビ）[133]
  - あいつが上手で下手が僕で -巡巡決勝篇-（2024年7月19日 - 9月6日、日本テレビ・読売テレビ）[134]
- Clubキャッテリア〜ラグとラガ〜（2024年4月3日・10日、日本テレビ）[135]
- 奪われた僕たち（2024年4月12日 - 5月17日、毎日放送） - 兼松栄太 役[136]

### PV
- 魔法のiらんど「リキ」（KADOKAWA）イメージソング「名前のない星」- 主演・リキ 役[137]

### モデル
- AEON プレス発表モデル
- HONDA新型軽乗用車BX プレス発表モデル

### ラジオ
- WEB RADIO版 石田の部屋（ジャンフェス2016） - 解説[138]
- 2.5次元男子放送部（2018年4月6日・13日） - パーソナリティー[139]

### WEB・モバイル
- JFA「夢を言葉にしよう」
- 楽天アパレルサイト「ユナイテッドトレーディング」
- 楽天アパレルサイト「イエスアジア」

### ネット配信
- 涼星の惑星（2022年4月6日 - 、ニコニコチャンネル+）[140]
- 2.5次元的世界「ナナシ-第七特別死因処理課-」（2023年、DMM TV） - デンデン 役[141]
  - 2.5次元的世界「ナナシ -第七特別死因処理課-」シーズン2（2024年、DMM TV）[142]

### その他
- 魔法のiらんど「リキ」シリーズ（KADOKAWA） - 主演 リキ役 ブックカバー・ポスター・WEB出演
- 田中涼星 × GOSTAR DE FUGA（ゴスタールジフーガ）SPECIAL COLLABORATION（2021年）[143]

## 書籍

### 写真集
- 田中涼星1st写真集『DOUBLE T』FACE 1/FACE 2（2020年10月10日、トランスワールドジャパン）[144]

### カレンダー
- 田中涼星2022カレンダーブック（2021年10月4日、東京ニュース通信社）ISBN 978-4-86701-298-7